# Catacauma paramoense
Catacauma paramoense är en svampart som beskrevs av Chardón 1934. Catacauma paramoense ingår i släktet Catacauma och familjen Phyllachoraceae.   Inga underarter finns listade i Catalogue of Life.